# Madrasa di Nadir Divanbegi
La madrasa di Nadir Divanbegi è una madrasa del centro storico di Bukhara in Uzbekistan.
L'edificio venne inizialmente eretto come caravanserraglio e trasformato nel 1622 durante la costruzione per volere del khan. Questo edificio mostra la particolarità di una rappresentazione di motivi animali sulla facciata, con uno stupendo mosaico che mostra i due uccelli mitici simurg, due agnelli e un sole dal volto umano.
All'interno vi sono delle bancarelle di artigianato locale.

## Galleria d'immagini

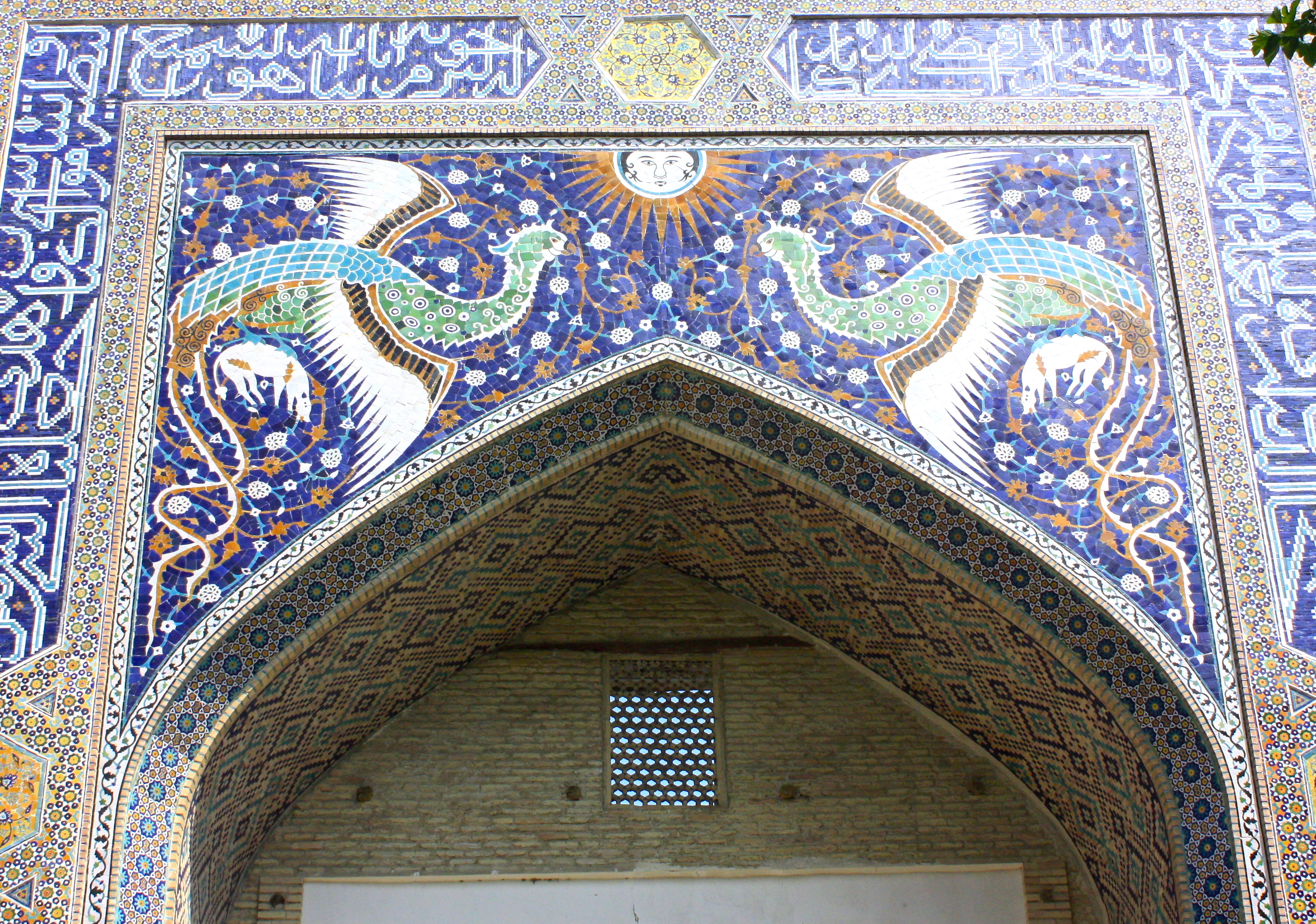
Il portale
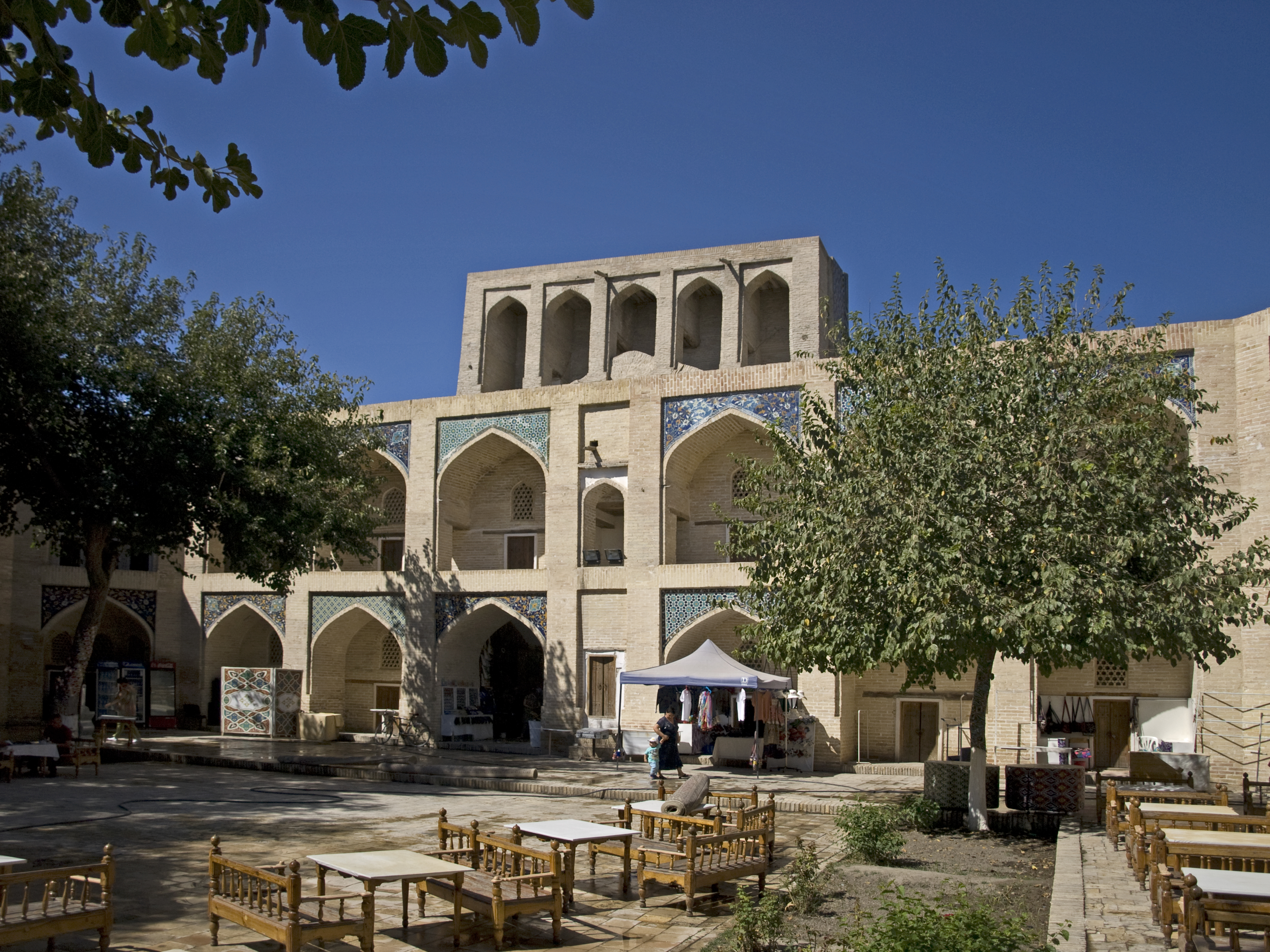
Il cortile interno
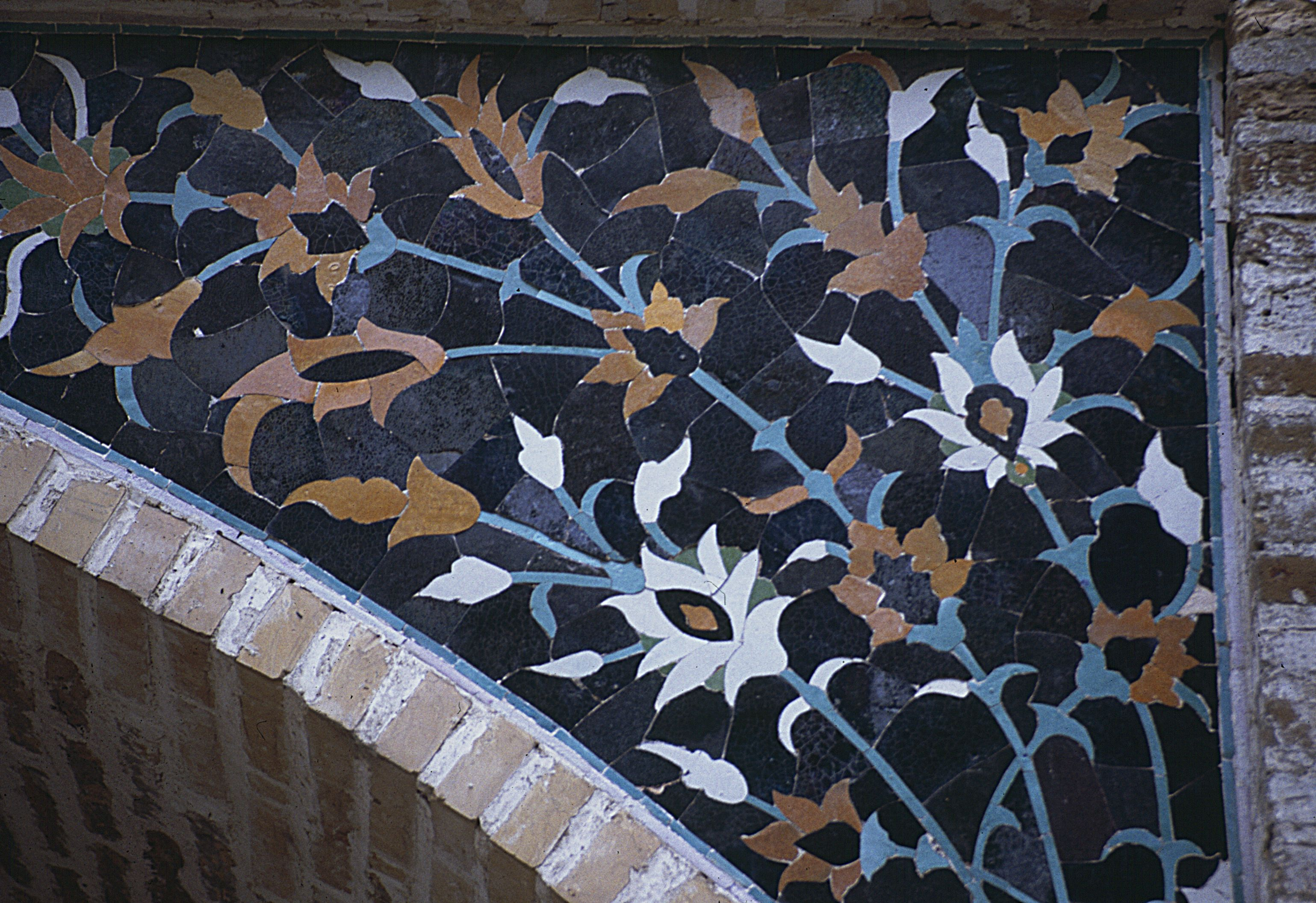
Particolare del mosaico